# En jordemoders vej
En jordemoders vej er en dansk oplysningsfilm fra 2008, der er instrueret af Lise Hauge og Camilla Møberg Jørgensen.

## Handling
Det er afgørende, at børn får en god start på livet. Det gælder om at beskytte det nye liv under graviditeten og lige efter fødslen. I den periode har de mange unge mødre i Nicaraguas fattige områder stort behov for støtte og vejledning af en jordemoder. Filmen følger en jordemoder på hendes vej.